# Марс (Україна)
Марс — село в Україні, у Семенівській міській громаді Новгород-Сіверського району Чернігівської області. Населення зі слів журналістів становить 5 осіб. Згідно з переписом, на початку 2000-х у селі жило до 30 осіб. До 2017 року орган місцевого самоврядування — Іванівська сільська рада.

## Назва
За легендою (у Семенівському музеї є згадка із тогочасної радянської газети) назву селу дали у 1924 році, коли було «велике протистояння Марса». У той час ця подія набула значного розголосу.

## Історія
12 червня 2020 року, відповідно до Розпорядження Кабінету Міністрів України № 730-р «Про визначення адміністративних центрів та затвердження територій територіальних громад Чернігівської області», увійшло до складу Семенівської міської громади.
19 липня 2020 року, в результаті адміністративно-територіальної реформи та ліквідації Семенівського району, село увійшло до Новгород-Сіверського району.

## Демографія
У радянські часи у селі жило 265 осіб. До 1995 року кількість жителів значно скоротилася і складала вже всього 46 осіб. На початку 2000-х років це число зменшилося до 30 (за переписом 2001 року), у 2015-му — до 9, у 2018 році — до 6, у 2019 — 5, це всього дві сім'ї.

### Мова
Розподіл населення за рідною мовою за даними перепису 2001 року:
| Мова       | Кількість | Відсоток |
| ---------- | --------- | -------- |
| Українська | 30        | 100      |

## Вулиці
На 2020 рік у селі лишилася лише одна вулиця Центральна, на ній розташовані будинки: 2, 5, 7, 8, 9 і 10.

## Цікавий факт
1 лютого 2019 року журналісти «Української правди» спільно з компанією «Electrocars» заїхали до села на розмитненій Tesla Model S 70, сфотографували авто на фоні назви села Марс і затегали Ілона Маска у Твіттері, пожартувавши, що вони випередили Ілона Маска і перші опинилися на Марсі (Ілон Маск запустив свій Tesla Roadster до Марса, але його автомобіль до нього не потрапив). Згодом Маск відповів: «Whoa cool» («Ух ти, круто»).